# Меловые степи с караганой
Меловы́е сте́пи с карага́ной — памятник природы, занесён в соответствующий кадастр как ООПТ Ульяновской области

## Описание
Ярко выраженная степь со следами бывшего леса. Скорее всего, здесь были сосново-дубовые леса с меловыми участками. Виды мигрировали с этой территории, и лес превратился в степь. В начале XXI века в степи богатый состав флоры.
Общая площадь 2 га.
Выгон и выпас скота ограничен.
Для научной работы нет целевого финансирования.

## Основания для создания ООПТ и её значимость
Имеется природный комплекс хорошей сохранности.

## Перечень основных объектов охраны
Перегнойно-карбонатные слабооподзоленные почвы с супесчаным мелкозёмом.